# Clévilliers
Clévilliers ist eine französische Gemeinde mit 753 Einwohnern (Stand: 1. Januar 2022) im Département Eure-et-Loir in der Region Centre-Val de Loire. Sie gehört zum Arrondissement Chartres und zum Kanton Chartres-1.

## Geographie
Clévilliers liegt etwa 14 Kilometer nordnordwestlich des Stadtzentrums von Chartres. Umgeben wird Clévilliers von den Nachbargemeinden Tremblay-les-Villages im Nordwesten und Norden, Challet im Osten, Berchères-Saint-Germain im Südosten, Briconville im Süden sowie Mittainvilliers-Vérigny im Südwesten und Westen.

## Bevölkerungsentwicklung
| Jahr                       | 1962 | 1968 | 1975 | 1982 | 1990 | 1999 | 2006 | 2013 | 2020 |
| Einwohner                  | 454  | 403  | 378  | 452  | 549  | 654  | 718  | 710  | 716  |
| Quellen: Cassini und INSEE |      |      |      |      |      |      |      |      |      |

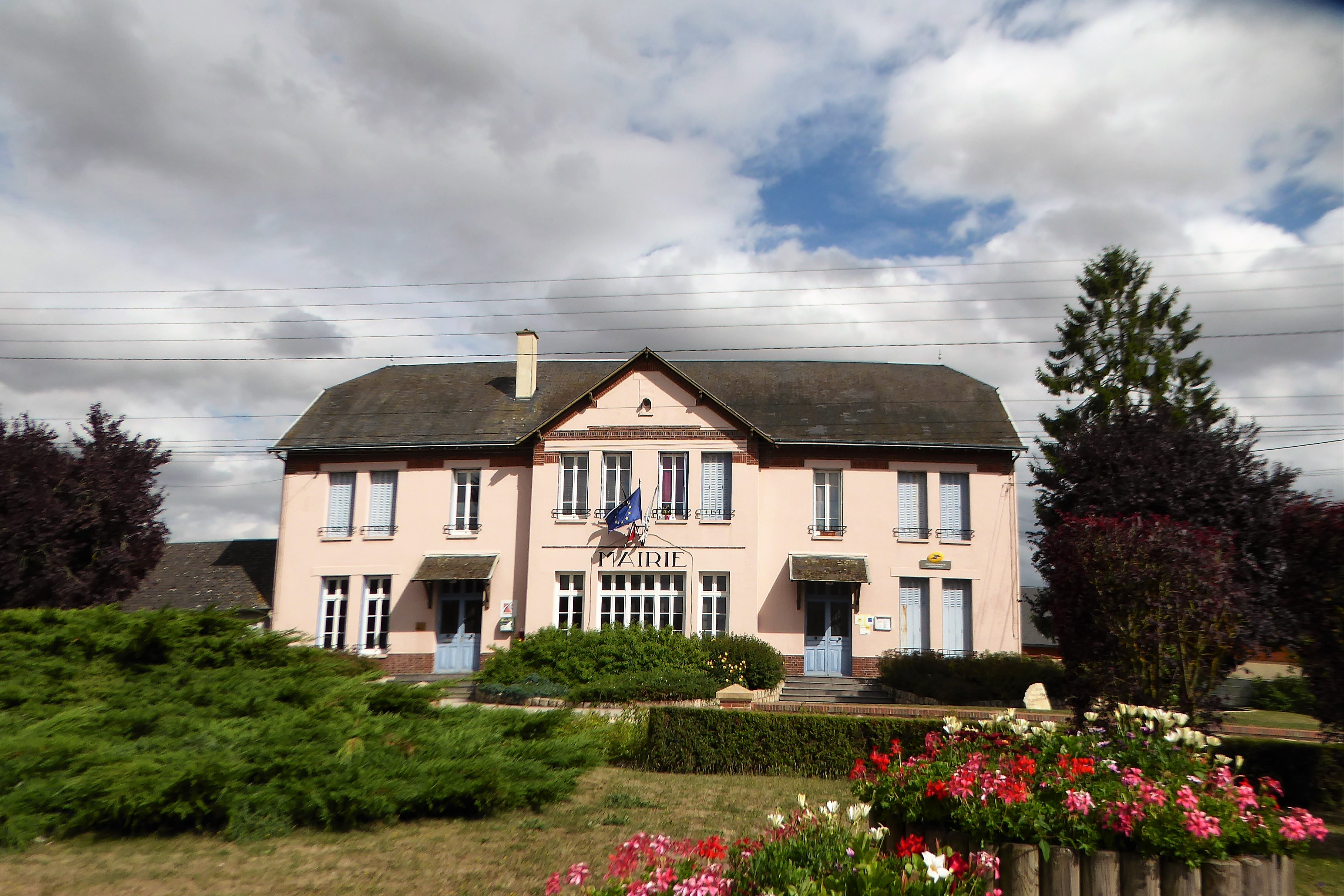
Mairie Clévilliers
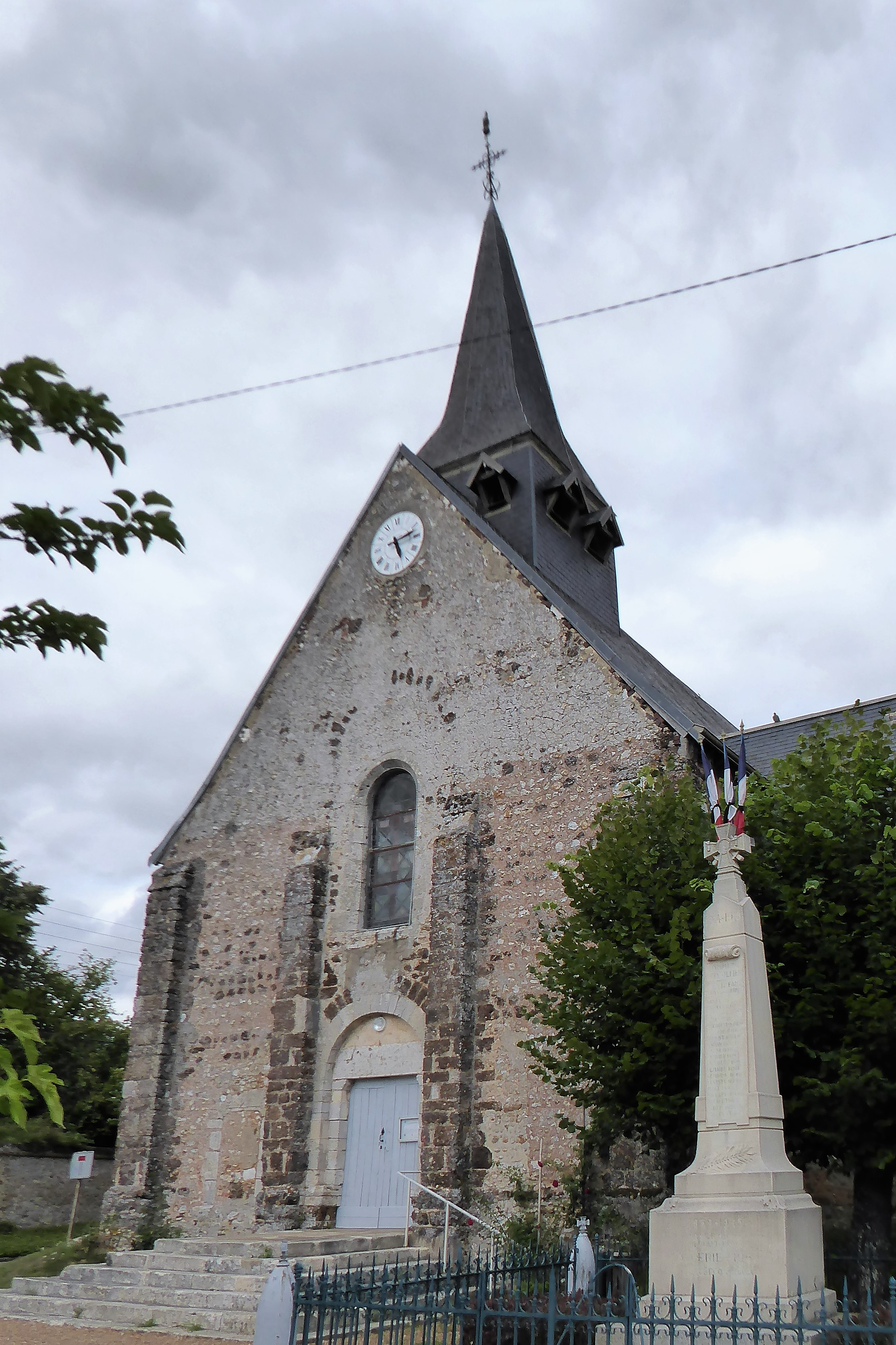
Kirche Saint-Martin und Gefallenendenkmal
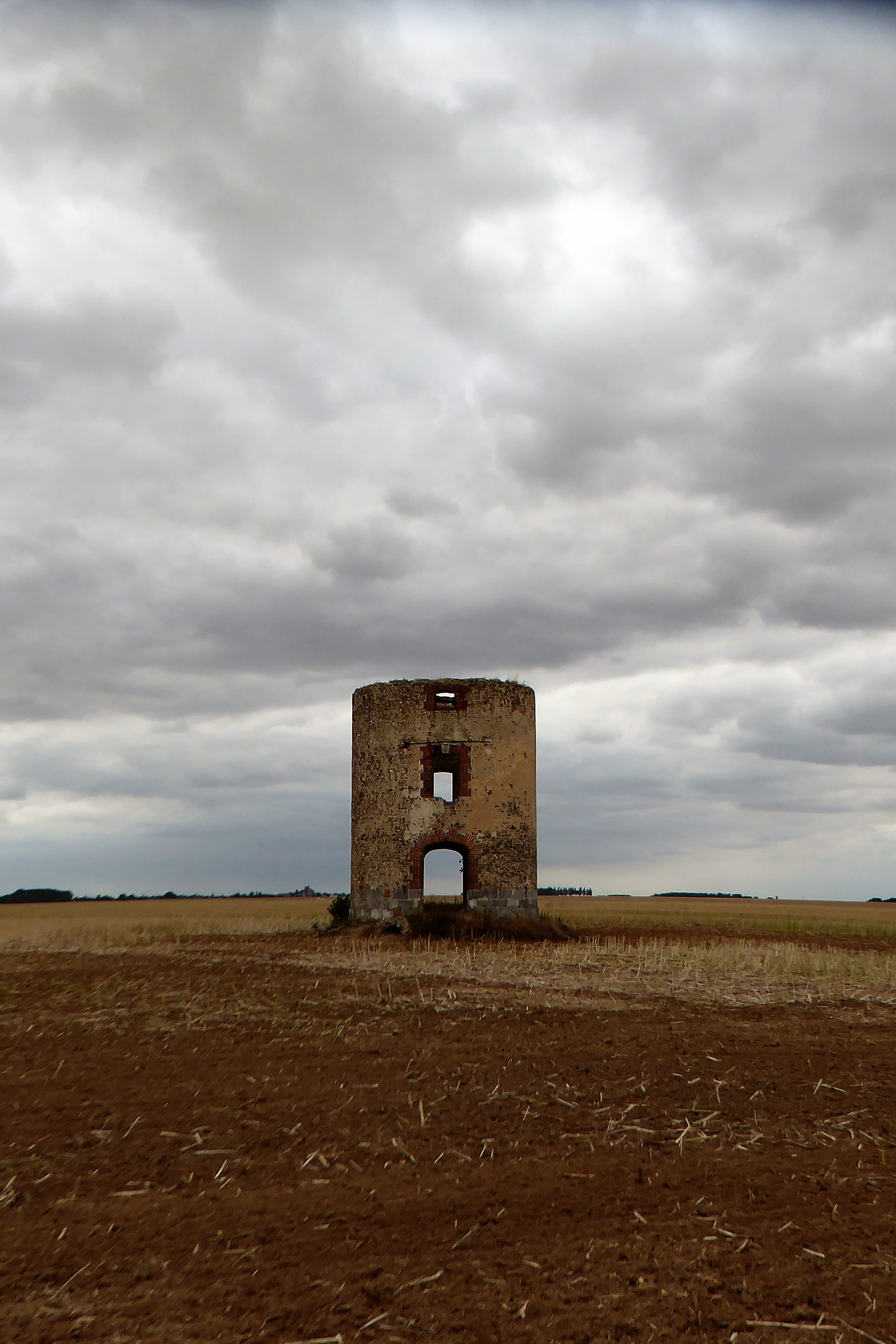
Reste der früheren Windmühle
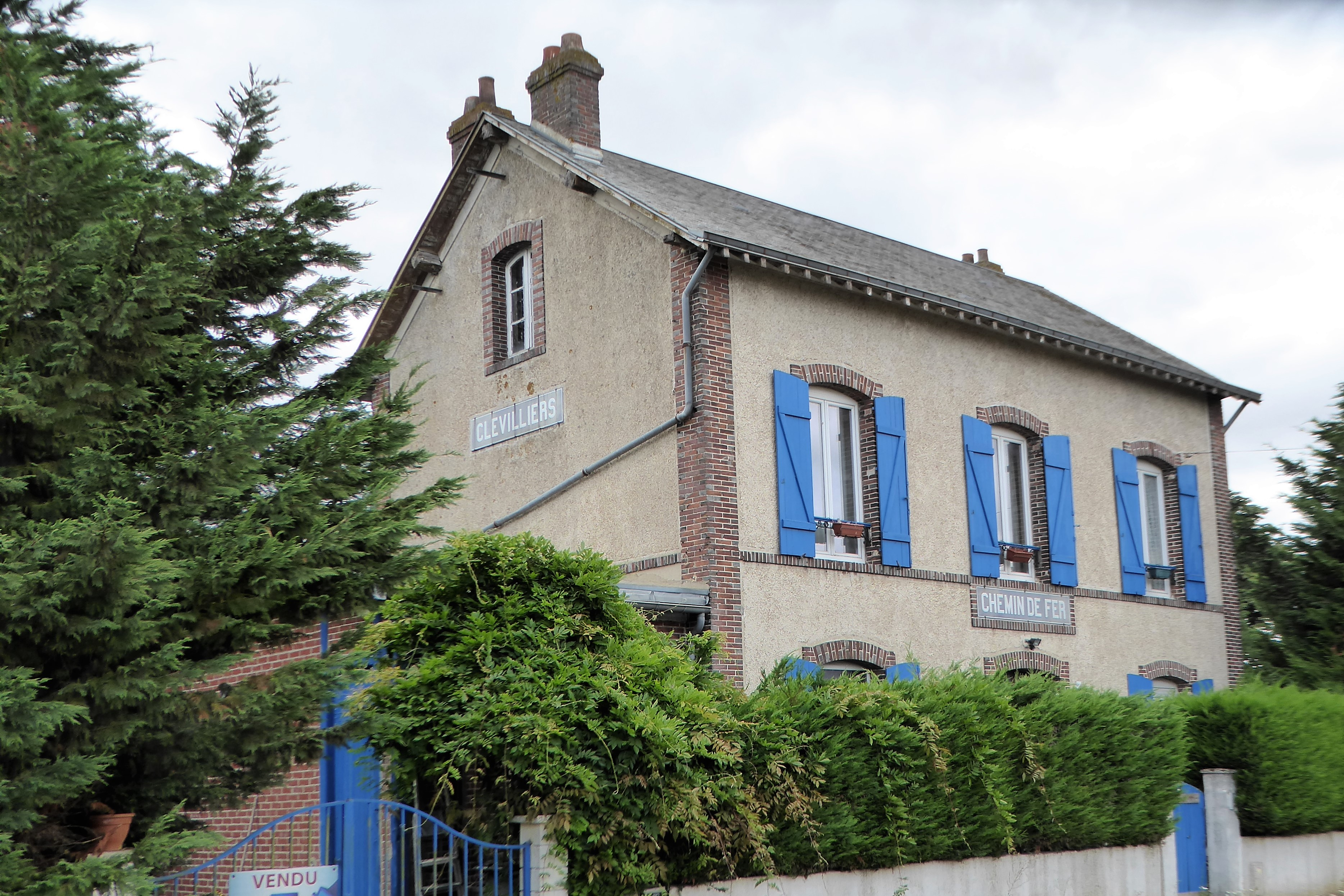
Ehemaliger Bahnhof der Bahnstrecke Chartres–Dreux